# Гайанская литература
Гайанская литература — совокупность литературных произведений, большинство из которых написано на английском языке. Многие писатели, родом из Гайаны, эмигрировали за границу.

## История гайанской литературы

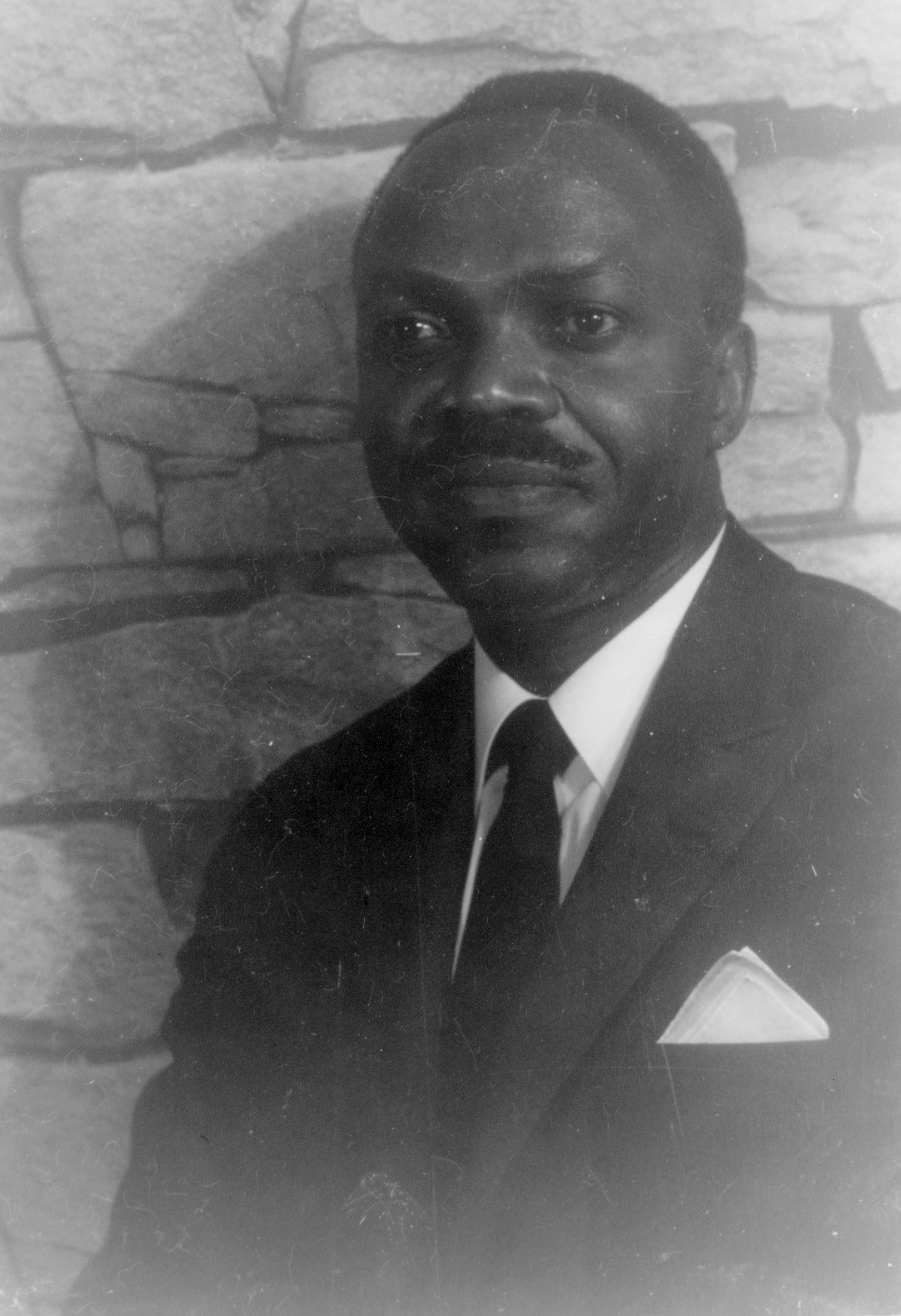
Эдуард Рикардо Брейтуэйт (1912—2016)

Первую книгу о Гайане в XVI веке написал сэр Уолтер Рэли, под названием: «Открытие обширной, богатой и прекрасной Гвианской империи с прибавлением рассказа о великом и золотом городе Маноа (который испанцы называют Эль Дорадо) и о провинциях Эмерия, Арромая, Амапая и других странах с их реками» (Роберт Робинсон: Лондон, 1596).
Одним из самых ранних и наиболее заметных гайанских авторов был Эдгар Миттельхольцер, автор книги «Громина Корентена» (1941). В его работах рассматриваются вопросы межрасовых отношений, в частности, напряжение между европейскими и неевропейскими гайанами.
В число известных романистов входят: Э. Р. Брейтуэйт (автор книги «Сэр, с любовью», 1959), Уилсон Харрис (автор «Павлинского дворца», изданного в 1960 г. с последующими романами), Ян Карью, драматург Майкл Гилкс и Рой Хит (автор таких работ как «Убийца», «Трилогия Джорджтауна» и «Невеста тени» .
Начиная с 1980-х годов им на смену пришло новое поколение писателей: Берил Гилрой, Джон Агард, Грейс Николс, Ян Шинебурн, Сирил Дабидин, Сасенарин Персо, Дэвид Дабидин и Барни Сингх (автор «Сказок на народном гайанском языке»).
Мартин Картер считается величайшим поэтом Гайаны.

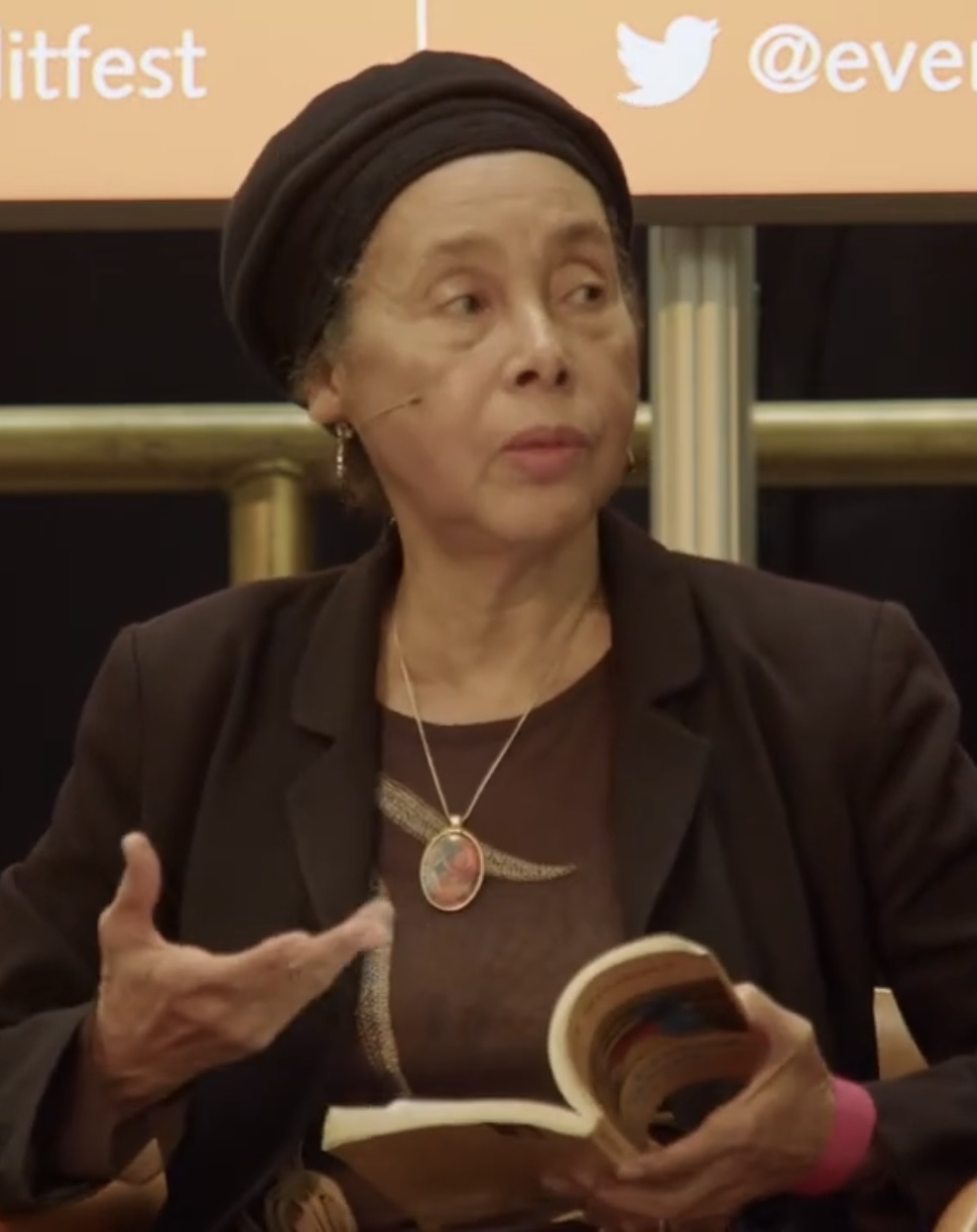
Живущая в Британии гайанская поэтесса Грейс Николс

Майкл Аббенсеттс был известным сценическим и телевизионным драматургом. Он работал над сериалом «Эмпайр-роуд», который транслировался BBC TV с 1978 по 1979 год.
В 2002 году издательство Peepal Tree Press опубликовало двухтомные мемуары Винсента рота «Жизнь в Гайане»: Том 1 — «Путешествие молодого человека (1889—1923) и жизнь в Гайане», Том 2 — «Поздние годы» (1923—1935) под редакцией Майкла Беннета.
Среди современных гайанских писателей известны: Полин Мелвилл — «Сказка чревовещателя» (1997) и «Миграция призраков» (1998), Ооню Кемпаду — «Бакстон Спайс» (1998) и « Прилива бега» (2001) и Шарон Маас — «Брачный возраст» (1999), «Танцы павлинов» (2001) и «Речь ангелов» (2003).
Антиколониальные и социалистические настроения привели с середины XX века к распространению соответствующей политической литературы, особенно со стороны Народной прогрессивной партии Джанет и Чедди Джаганов. Влиятельный интеллектуал и историк Уолтер Родни является гайанцем, его самая главная книга называется «Как Европа Способствовала Недоразвитию Африки» (1972). Он много путешествовал и преподавал, был сторонником панафриканизма и угнетённых. Вернувшись в Гайану в 1974 году, Родни активно участвовал в левооппозиционном движении, что привело к его убийству в 1980 году.

## Гайанские премии по литературе

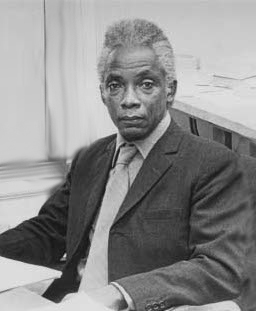
Писатель, художник и археолог Деннис Уильямс

Гайанские премии в области литературы были учреждены президентом Десмондом Хойтом в 1987 году с целью содействия развитию местной литературы. Призы присуждаются раз в два года в категориях: «Лучшее произведение художественной литературы», «Лучшее первое произведение художественной литературы», «Лучшая стихотворная книга», «Лучшая первая стихотворная книга» и «Лучшая пьеса». Гайанские премии находятся под управлением комитета, в состав которого входят сотрудники университета и главный библиотекарь Национальной библиотеки Гайаны.
Победителями стали Уилсон Харрис, Фред д’Агиар, Дэвид Дабидин, Д. Гокарран Сухдео, Полин Мелвилл, Йен Макдональд, Сирил Дабидин и Рюэль Джонсон.

### Приз поэзии Гайаны
Предыдущие победители: Фред д’Агиар, Грейс Николс, Ян Макдональд .
| Год  | автор            | заглавие                        | Жанр                      |
| ---- | ---------------- | ------------------------------- | ------------------------- |
| 1987 | Гарольд Баском   | Апата                           | Художественная литература |
| 1987 | Берил Гилрой     | Дом Франгипани                  | Художественная литература |
| 1987 | Уилсон Харрис    | Карнавал                        | Художественная литература |
| 1987 | Руплалл Монар    | Люди Бэкдэма                    | Художественная литература |
| 1987 | Грейс Николс     | Дыра в утреннем небе            | Художественная литература |
| 1987 | Ян Шайнборн      | Хронометр                       | Художественная литература |
| 1987 | Джон Агард       | Манго и Пули                    | Поэзия                    |
| 1987 | Кирилл Дабидин   | Острова прекраснее, чем видение | Поэзия                    |
| 1987 | Фред д’Агиар     | Мама Дот                        | Поэзия                    |
| 1987 | Марк Мэтьюз      | Гайана Мой Алтарь               | Поэзия                    |
| 1987 | Руплалл Монар    | Koker                           | Поэзия                    |
| 1987 | Милтон Уильямс   | Years of Fighting Exile         | Поэзия                    |
| 1989 | Кирилл Дабидин   | В обезьяньи джунгли             | Художественная литература |
| 1989 | Берил Гилрой     | Мальчик-бутерброд               | Художественная литература |
| 1989 | Рой Хит          | Тень невесты                    | Художественная литература |
| 1989 | Ангус Ричмонд    | Открытая тюрьма                 | Художественная литература |
| 1989 | Дженис Шайнборн  | Последняя английская плантация  | Художественная литература |
| 1989 | Мартин Картер    | Избранные стихи                 | Поэзия                    |
| 1989 | Брайан Чан       | Thief with a Leaf               | Поэзия                    |
| 1989 | Дэвид Дабидин    | Coolie Odyssey                  | Поэзия                    |
| 1989 | Фред д'Агиар     | Эйри Холл                       | Поэзия                    |
| 1989 | Йен Макдональд   | Mercy Ward                      | Поэзия                    |
| 1992 | Дэвид Дабидин    | Предназначенный                 | Художественная литература |
| 1992 | Йен Макдональд   | Эссекибо                        | Поэзия                    |
| 1992 | Майкл Гилкс      | Приятная карьера                | Драма                     |
| 1994 | Гарольд Баском   | Два неправильных                | Драма                     |
| 1994 | Фред д’Агиар     | Самая длинная память            | Художественная литература |
| 1994 | Марк МакВатт     | Язык Эльдорадо                  | Поэзия                    |
| 1996 | Грейс Николс     | Sunris                          | Поэзия                    |
| 1996 | Дениз Харрис     | Сеть Тайн                       | Художественная литература |
| 1996 | Фред д’Агиар     | Уважаемое будущее               | Художественная литература |
| 1996 | Гарольд Баском   | Makantali                       | Драма                     |
| 1998 | Полин Мелвилл    | Сказка чревовещателя            | Художественная литература |
| 1998 | Гокарран Сухдео  | The Silver Lining               | Художественная литература |
| 1998 | Деннис Крейг     | Возле моря                      | Поэзия                    |
| 1998 | Джон Агард       | С кафедры дьявола               | Поэзия                    |
| 1998 | Палома Мохамед   | Duene                           | Драма                     |
| 2000 | Дэвид Дабидин    | Прогресс блудницы               | Художественная литература |
| 2000 | Палома Мохамед   | Отец Человека                   | Драма                     |
| 2000 | Джон Агард       | Weblines                        | Поэзия                    |
| 2000 | Рейват Деонандан | Сладкий, как соленая вода       | Художественная литература |
| 2000 | Мэгги Харрис     | Limbolands                      | Поэзия                    |
| 2002 | Майкл Гилкс      | Джонстаун                       | Поэзия                    |
| 2002 | Стэнли Гривз     | Горизонты                       | Поэзия                    |
| 2002 | Рюэль Джонсон    | Огромная ночь                   | Поэзия                    |
| 2004 | Фред д’Агиар     | Бетани Беттани                  | Художественная литература |
| 2004 | Дэвид Дабидин    | Богоматерь Демерара             | Художественная литература |
| 2004 | Палома Мохамед   | История Нэнси                   | Драма                     |
| 2004 | Йен Макдональд   | Между тишиной и тишиной         | Поэзия                    |
| 2004 | Беркли Семпл     | Lamplight Teller                | Поэзия                    |
| 2006 | Рихан Шах        | Тихая Жизнь                     | Художественная литература |
| 2006 | Кирилл Дабидин   | Барабаны моей плоти             | Художественная литература |
| 2006 | Клайв Санкардаял | Коричневые Шторы                | Художественная литература |
| 2006 | Марк МакВатт     | Отсроченный приговор            | Художественная литература |
| 2006 | Майкл Гилкс      | Последний из краснокожих        | Драма                     |
| 2006 | Ронан Блейз      | Из любви к Айдане Сороя         | Драма                     |
| 2006 | Элли Ниланд      | Краеугольный камень             | Поэзия                    |
| 2006 | Беркли Семпл     | The Solo Flyer                  | Поэзия                    |

### Гайанская премия по Карибской литературе
В 2010 году правительство Гайаны выделило средства Управляющему комитету для первой Гайанской премии в области литературы в номинациях «Художественная литература», «Поэзия» и «Драма», причем право на издание книг имеют только граждане Карибского бассейна (Карибское сообщество, Содружество Карибского моря, Нидерландские Антильские острова).